# Сухоєланецька сільська рада
Сухоєлане́цька сільська́ ра́да — колишній орган місцевого самоврядування в Новоодеському районі Миколаївської області. Адміністративний центр — село Сухий Єланець.

## Загальні відомості
- Населення ради: 1 383 особи (станом на 2001 рік)

## Населені пункти
Сільській раді підпорядковані населені пункти:
- с. Сухий Єланець
- с. Суворовка

## Склад ради
Рада складається з 16 депутатів та голови.
- Голова ради: Ярошинський Микола Миколайович
- Секретар ради: Казюка Тетяна Михайлівна

### Керівний склад попередніх скликань
| Прізвище, ім'я, по батькові    | Основні відомості                                               | Дата обрання | Дата звільнення |
| ------------------------------ | --------------------------------------------------------------- | ------------ | --------------- |
| Шелухіна Людмила Петрівна      | Сільський голова, 1962 року народження, член Партії регіонів    | 26.03.2006   | 31.10.2010      |
| Ярошинський Микола Миколайович | Сільський голова, 1964 року народження, освіта середня загальна | 31.10.2010   |                 |

Примітка: таблиця складена за даними сайту Верховної Ради України

## Населення
Згідно з переписом УРСР 1989 року чисельність наявного населення сільської ради становила 1348 осіб, з яких 608 чоловіків та 740 жінок.
За переписом населення України 2001 року в сільській раді мешкали 1373 особи.

### Мова
Розподіл населення за рідною мовою за даними перепису 2001 року:
| Мова       | Відсоток |
| ---------- | -------- |
| українська | 94,58 %  |
| російська  | 2,96 %   |
| вірменська | 1,30 %   |
| молдовська | 0,94 %   |
| білоруська | 0,07 %   |
| угорська   | 0,07 %   |